# Euniphysa filibranchia
Euniphysa filibranchia är en ringmaskart som beskrevs av Lu och Fauchald 2000. Euniphysa filibranchia ingår i släktet Euniphysa och familjen Eunicidae. Inga underarter finns listade i Catalogue of Life.